# NGC 3618
NGC 3618 је спирална галаксија у сазвежђу Лав која се налази на NGC листи објеката дубоког неба.
Деклинација објекта је + 23° 28' 8" а ректасцензија 11h 18m 32,4s. Привидна величина (магнитуда) објекта NGC 3618 износи 13,6 а фотографска магнитуда 14,4. NGC 3618 је још познат и под ознакама UGC 6327, MCG 4-27-14, MK 1288, CGCG 126-25, PGC 34575.